# Barrio Militar-Aeropuerto
Barrio Militar - Aeropuerto es un barrio comodorense, en el departamento Escalante, en la provincia del Chubut. Este es un barrio cerrado para civiles por estar emplazado dentro del predio de la IX Brigada Aérea.
Se encuentra en inmediaciones del Aeropuerto Internacional General Enrique Mosconi, terminal aérea de Comodoro Rivadavia. 
Está localizado en la «Zona Norte» del municipio y aglomerado de Comodoro Rivadavia, por su distancia es un componente recientemente aglomerado, y aunque hoy en día se lo trate solo un barrio de la ciudad petrolera del sur, su tratamiento es específico  respecto de otros barrios de la ciudad del Chenque por estar a 11 kilómetros del centro del aglomerado urbano. .
El barrio está constituido por los hogares de los militares de la Novena brigada aérea, espacio contiguo al aeropuerto. 

## Población
Contó con 321 habitantes (Indec, 2010), integra el aglomerado urbano Comodoro Rivadavia - Rada Tilly. A pesar de ser más antiguo que el barrio Próspero Palazzo, el crecimiento lo dejó bajo su órbita a tal punto que parece parte de Palazzo.

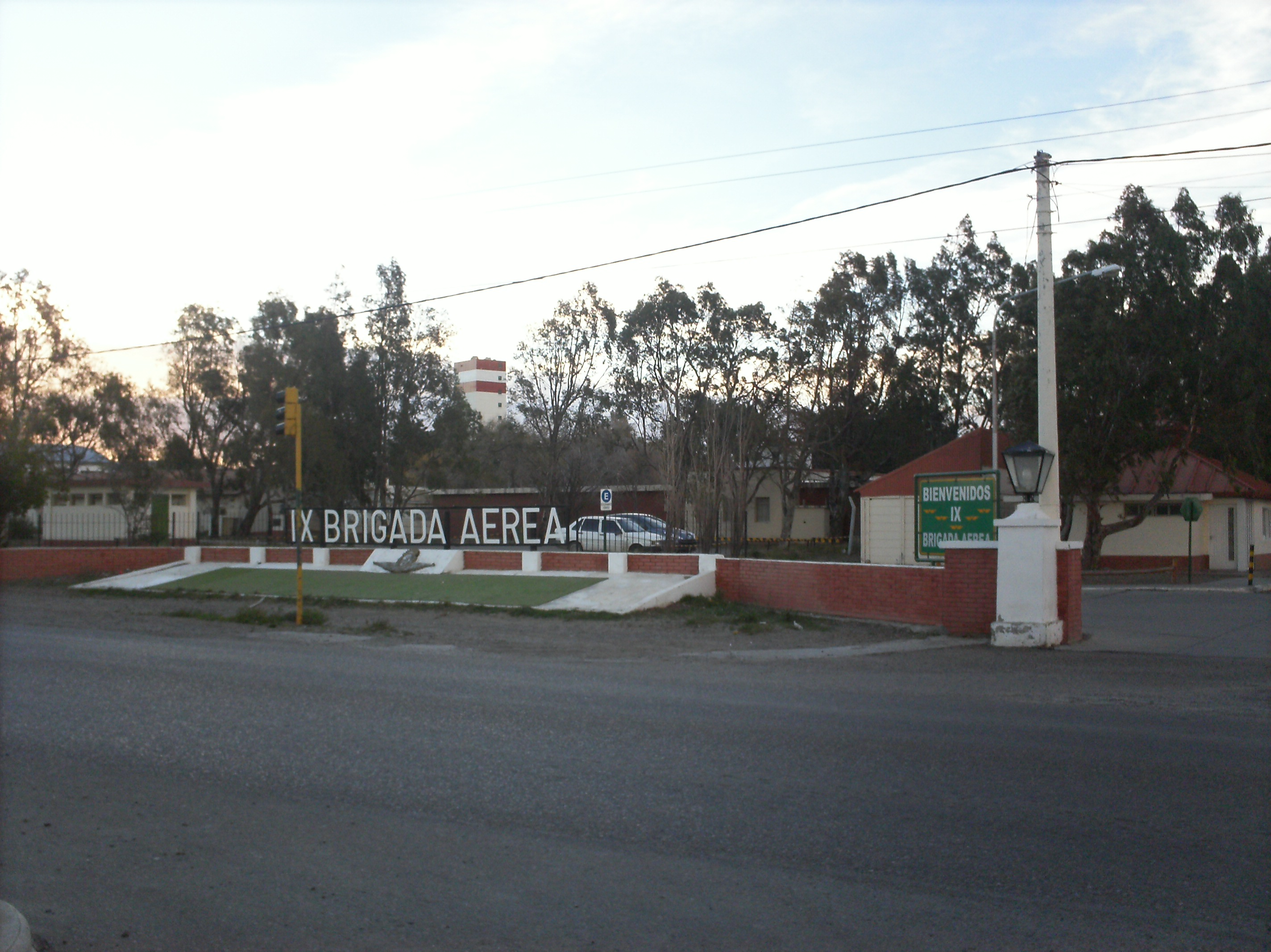
Una característica del barrio es que se emplaza dentro de la brigada aérea de Comodoro al frente de Próspero Palazzo.

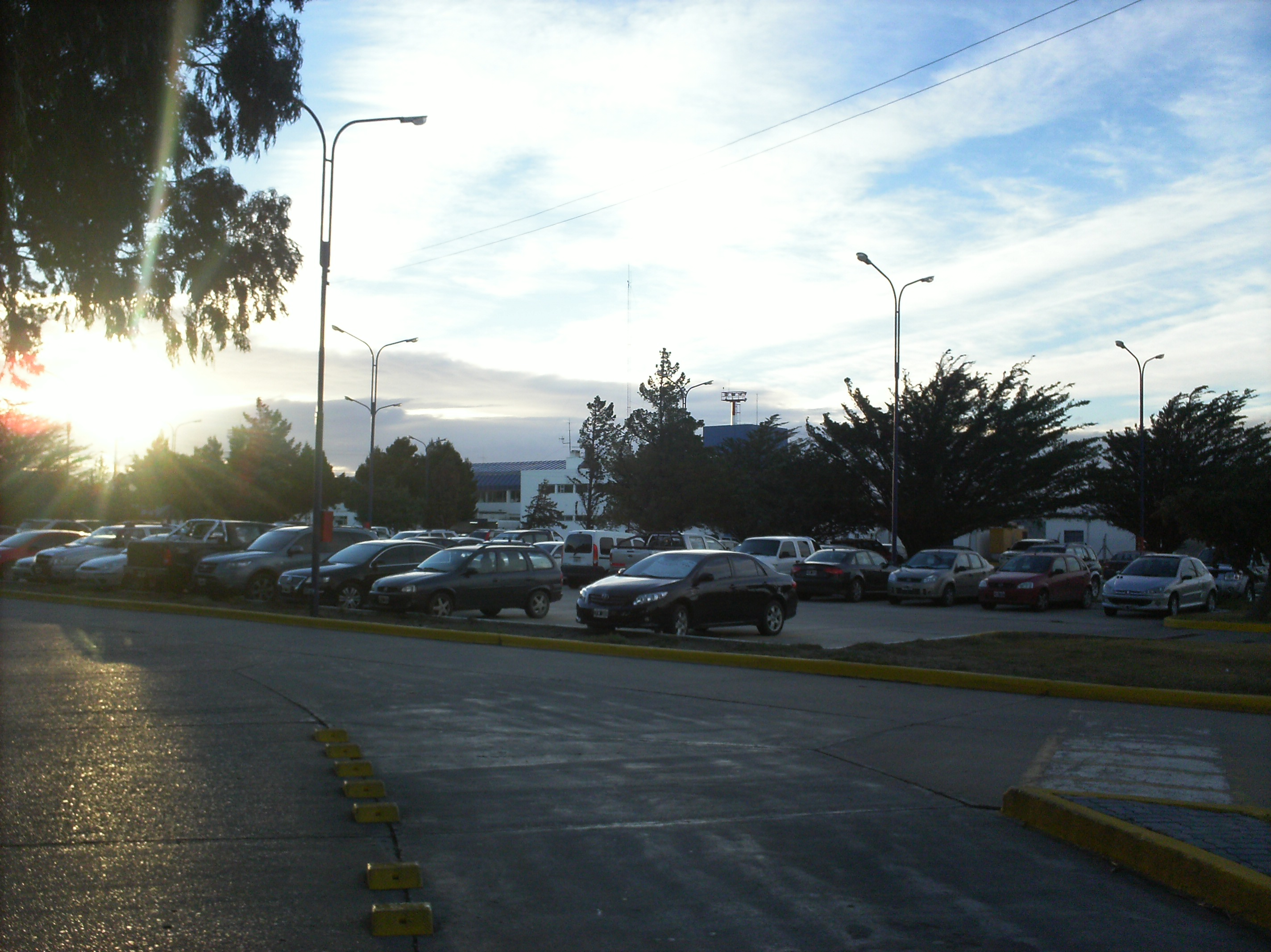
Un día de sol en el estacionamiento del aeropuerto comodorense.

| Gráfica de evolución demográfica de Militar entre 1991 y 2010 |
|                                                               |
| Fuente: Censos nacionales del INDEC                           |

- Datos: Q6393891
- Multimedia: Barrio Militar - Aeropuerto / Q6393891